# Parma Foot Ball Club 1927-1928
Questa pagina raccoglie le informazioni riguardanti il Parma Foot Ball Club nelle competizioni ufficiali della stagione 1927-1928.

## Stagione
Nella stagione 1927-1928 i ducali sono inseriti nel girone B della Prima Divisione Nord, in un girone difficile con avversarie piemontesi e lombarde il Parma non sfigura.
La squadra parte bene centrando quattro vittorie consecutive nei primi cinque incontri. Ma il risultato finale, ancora una volta, è la mancata ammissione alla Divisione Nazionale, con i crociati primi delle escluse con il quarto posto finale con 21 punti. Vince il torneo la Biellese con 24 punti, dimostrandosi la meglio attrezzata, seconde con 22 punti il Legnano e l'US Milanese, quest'ultima al termine del campionato si fonde con l'Inter, dando vita all'Ambrosiana.
Il bomber crociato stagionale è Carlo Pianzola con 13 centri personali.

## Rosa
| N. |                   | Ruolo | Calciatore              |
| -- | ----------------- | ----- | ----------------------- |
|    | Italia (bandiera) | C     | Barella                 |
|    | Italia (bandiera) | D     | Enzo Bertoli            |
|    | Italia (bandiera) | D     | Dante Boni              |
|    | Italia (bandiera) | D     | Piero Bossola           |
|    | Italia (bandiera) | A     | Oberdan Cagnolati       |
|    | Italia (bandiera) | A     | Cenci                   |
|    | Italia (bandiera) | C     | Stefano Chiaramello (I) |
|    | Italia (bandiera) | C     | Bruno Cresci            |
|    | Italia (bandiera) | D     | Domenico Filipponi      |
|    | Italia (bandiera) | A     | Guido Fusi              |

| N. |                   | Ruolo | Calciatore         |
| -- | ----------------- | ----- | ------------------ |
|    | Italia (bandiera) | C     | Angelo Giuberti    |
|    | Italia (bandiera) | C     | Giuseppe Gobbi     |
|    | Italia (bandiera) | D     | Alfredo Mattioli   |
|    | Italia (bandiera) | D     | Giovanni Mazzoni   |
|    | Italia (bandiera) | C     | Armando Orsi       |
|    | Italia (bandiera) | P     | Giovanni Penzi     |
|    | Italia (bandiera) | A     | Carlo Pianzola     |
|    | Italia (bandiera) | A     | Antonio Quaglietti |
|    | Italia (bandiera) | C     | Giulio Rossi       |
|    | Italia (bandiera) | A     | Luigi Villani      |

## Risultati

### Girone di andata
| Arbitro: | Rovida (Milano) |

|                             |           |  |
| Quaglietti 65’ Pianzola 84’ | Marcatori |  |

| Arbitro: | Vedda (Vercelli) |

|  |           |                |
|  | Marcatori | 32’ Quaglietti |

| Arbitro: | Turriti (Firenze) |

|                        |           |  |
| Gobbi 34’ Pianzola 88’ | Marcatori |  |

| Arbitro: | Guerrina (Alessandria) |

|                                        |           |              |
| Bosco 27’ (rig.) Rossi 66’ Genzini 69’ | Marcatori | 18’ Pianzola |

| Arbitro: | Terrieri (La Spezia) |

|                     |           |                     |
| Gobbi 18’ Rossi 52’ | Marcatori | 21’ (aut.) Mattioli |

| Arbitro: | Lenti (Genova) |

|              |           |            |
| Pianzola 28’ | Marcatori | 60’ Radice |

| Arbitro: | Caldirola (Milano) |

|                                 |           |                             |
| Leotti 35’ Staffetta 83’ (rig.) | Marcatori | 47’ Chiaramello I 69’ Gobbi |

| Arbitro: | Magliulo (Livorno) |

|              |           |            |
| Pianzola 60’ | Marcatori | 13’ Severi |

| Arbitro: | Bo (Genova) |

|                          |           |                             |
| Ferrari 65’ Barbieri 73’ | Marcatori | 29’ Pianzola 54’ Quaglietti |

### Girone di ritorno
| Arbitro: | Dall'Era (Brescia) |

|                              |           |  |
| A. Cetti 52’ Agostinelli 80’ | Marcatori |  |

| Arbitro: | Reichlin (Napoli) |

|                               |           |                               |
| S. Chiaramello 5’ Barella 15’ | Marcatori | 22’ Forno 80’ (aut.) Mattioli |

| Arbitro: | Sganzetta (Alessandria) |

|               |           |  |
| Scaramuzzi 7’ | Marcatori |  |

| Arbitro: | Bellini (Padova) |

|                                                     |           |  |
| Pianzola 12’, 52’ Quaglietti 33’ S. Chiaramello 80’ | Marcatori |  |

| Arbitro: | Parodi (Genova) |

|  |           |              |
|  | Marcatori | 51’ Pianzola |

| Arbitro: | Enrietti (Torino) |

|          |           |           |
| Sala 70’ | Marcatori | 75’ Cenci |

| Arbitro: | Mattea (Casale Monferrato) |

|                                           |           |                    |
| Pianzola 7’, 10’, 71’, 87’ Quaglietti 78’ | Marcatori | 41’, 77’ Staffetta |

| Arbitro: | Bo (Genova) |

|                                             |           |  |
| It. Rossi 11’, 38’ Ottolina 18’ Bottini 28’ | Marcatori |  |

| Parma 26 febbraio 1928 18ª giornata | Parma           | 0 – 0 referto | Derthona | Stadio Ennio Tardini\| Arbitro: \| Bruna (Venezia) \| |
| Arbitro:                            | Bruna (Venezia) |               |          |                                                       |

## Statistiche

### Statistiche di squadra
| Competizione    | Punti | In casa | In casa | In casa | In casa | In casa | In casa | In trasferta | In trasferta | In trasferta | In trasferta | In trasferta | In trasferta | Totale | Totale | Totale | Totale | Totale | Totale | DR |
| Competizione    | Punti | G       | V       | N       | P       | Gf      | Gs      | G            | V            | N            | P            | Gf           | Gs           | G      | V      | N      | P      | Gf     | Gs     | DR |
| --------------- | ----- | ------- | ------- | ------- | ------- | ------- | ------- | ------------ | ------------ | ------------ | ------------ | ------------ | ------------ | ------ | ------ | ------ | ------ | ------ | ------ | -- |
| Prima Divisione | 21    | 9       | 5       | 4       | 0       | 19      | 7       | 9            | 2            | 3            | 4            | 8            | 15           | 18     | 7      | 7      | 4      | 27     | 22     | +5 |

### Statistiche dei giocatori
| Giocatore      | Prima Divisione | Prima Divisione |
| Giocatore      | Presenze        | Reti            |
| -------------- | --------------- | --------------- |
| Barella        | 6               | 1               |
| E. Bertoli     | 1               | 0               |
| D. Boni        | 11              | 0               |
| P. Bossola     | 5               | 0               |
| O. Cagnolati   | 10              | 0               |
| Cenci          | 6               | 1               |
| S. Chiaramello | 11              | 3               |
| B. Cresci      | 7               | 0               |
| D. Filipponi   | 17              | 0               |
| G. Fusi        | 1               | 0               |
| A. Giuberti    | 1               | 0               |
| G. Gobbi       | 16              | 2               |
| A. Mattioli    | 14              | 0               |
| G. Mazzoni     | 18              | 0               |
| A. Orsi        | 1               | 0               |
| G. Penzi       | 18              | -22             |
| C. Pianzola    | 18              | 13              |
| A. Quaglietti  | 17              | 5               |
| G. Rossi       | 18              | 1               |
| L. Villani     | 2               | 0               |